# David Bernet (Squashspieler)
David Bernet (* 24. April 2005 in Uster) ist ein Schweizer Squashspieler.

## Karriere
David Bernet war bereits bei den Junioren sehr erfolgreich. Er erreichte bei den U19-Europameisterschaften 2023 in Langnau am Albis das Halbfinale, das er gegen Rowan Damming verlor. Er schloss das Turnier nach einem abschließenden Sieg gegen Melvil Scianimanico auf Rang drei ab.
Bernet spielte 2020 erstmals und seit 2023 regelmäßig auf der PSA Squash Tour, auf der er bislang zwei Titel gewann. Dabei sicherte er sich in der Saison 2024/25 seinen ersten Titelgewinn im Oktober 2024 in seiner Geburtsstadt Uster. Bereits einen Monat später folgte ein weiterer Turniersieg in Bern. Seine beste Platzierung in der Weltrangliste erreichte er mit Rang 85 am 28. Juli 2025. Für die Schweizer Nationalmannschaft debütierte er 2023 bei den Europameisterschaften und gehörte auch 2024 und 2025 zum Kader.

## Erfolge
- Gewonnene PSA-Titel: 2